# 尼亚加拉，尼亚加拉
《尼亚加拉，尼亚加拉》（英語：Niagara, Niagara）是一部於1997年上映的電影。該片於鮑伯·高斯執導，並由羅賓·東尼、亨利·托馬斯、麥可·帕克斯、斯蒂芬·朗和約翰·文堤米利亞主演。
這部黑暗愛情悲劇故事關於年輕人愛情、毒品、跨城市旅行和妥瑞症。電影在紐伯茲、海蘭、紐約上州波啟浦夕、尼亞加拉瀑布城和加拿大取景。電影由紐約的Shooting Gallery製作。
電影在全球取得好評，尤其是英國，但在美國的評價褒貶不一。羅賓·東尼的演出在1997年威尼斯影展贏得沃爾庇杯最佳女演員獎。電影因地下人氣而淪落至邪典狀態。它以錄影帶的形式發行，但並沒有以DVD發行。

## 外部鏈接
- 互联网电影数据库（IMDb）上《尼亚加拉，尼亚加拉》的资料（英文）
- 爛番茄上《尼亚加拉，尼亚加拉》的資料（英文）